# فيكونت براجيلون: بعد عشر سنوات
فيكونت دي براجيلون: بعد عشر سنوات (بالفرنسية: Le Vicomte de Bragelonne ou Dix ans plus tard)‏ هي رواية بقلم الكاتب الفرنسي ألكسندر دوما. وهي ثالث وآخر حكايات دارتانيان، بعد الفرسان الثلاثة وبعد عشرين عاما. ظهرت للمرة الأولى في شكل مسلسل بين عامي 1847 و 1850. وفي أغلب الترجمات الإنجليزية فإنها عادة ما تنقسم على 268 فصلا ويتم تقسيمها إلى ثلاثة أو أربعة أو حتى خمسة كتب منفصلة. في الطبعات الإنجليزية التي تعتمد ثلاثة كتب فإنها تسمي الكتب باسم «فيكونت دي براجيلون»، «لويز دي لا فاليير»، «الرجل ذو القناع الحديدي». وكل كتاب هو بطول رواية الفرسان الثلاثة الأصلية. ويختلف ترتيب الأسماء في طبعة المجلدات، ولا توجد أسماء محددة في طبعات المجلدات الخمسة. وقال الأكاديمي الفرنسي جان إيف تادي أن بداية حكم الملك لويس الرابع عشر هي الموضوع الحقيقي للرواية.